# Eugène Besse
Eugène Marc Antoine Besse (Parigi, 17 novembre 1881 – Parigi, 20 febbraio 1919) è stato un maratoneta francese.
Partecipò alla maratona dei Giochi olimpici di Parigi 1900 dove arrivò al quarto posto.